# Fünfter Syrischer Krieg
Der Fünfte Syrische Krieg, der von 202 v. Chr. bis 195 v. Chr. dauerte, war Teil mehrerer militärischer Auseinandersetzungen zwischen dem ptolemäischen Ägypten und den Seleukidenreich, diesmal ergänzt um die Römische Republik und Makedonien unter Philipp V., die parallel und teilweise abgestimmt den Zweiten Makedonischen Krieg (200–196 v. Chr.) mit Implikationen auf den Fünften Syrischen Krieg führen.
Auslöser des Kriegs war – neben dem weiterhin ungestillten Ehrgeiz des Seleukidenkönigs Antiochos III. – die Schwäche des Ptolemäerreichs, wo nach dem Tod Ptolemaios’ IV. (204 v. Chr.) Regenten und höfische Intrigen den minderjährigen Nachfolger Ptolemaios V. umgaben.

## Zeitlicher Ablauf
- 203 v. Chr.: Ende des Jahres treffen sich Antiochos und Philipp und verständigen sich auf eine Aufteilung der Besitzungen des Ptolemäerreichs außerhalb Ägyptens.

- 202 v. Chr.: Im zweiten Quartal marschiert Antiochos in Koilesyrien ein; eine ägyptische Gesandtschaft bricht nach Rom auf, um Unterstützung zu erhalten. Der Fünfte Syrische Krieg hat begonnen.

- 201 v. Chr.: Antiochos besetzt weite Teile Palästinas ohne große Gegenwehr, Gaza nach einer Belagerung, aber sonst keine Küstenstädte. Der ägyptische Statthalter Ptolemaios wechselt zu Antiochos und bleibt im Amt. – Philipp erobert während seines Kriegs gegen Attalos I. von Pergamon auch das ptolemäische Milet und die Marinebasis Samos. Pergamon und Rhodos beschweren sich in Rom über Philipp; Rom schickt eine Gesandtschaft mit dem Auftrag, eine Koalition gegen Philipp zustande zu bringen und die Lage in Syrien zu erkunden.

- 200 v. Chr.: Am Jahresanfang erobert der ägyptische Feldherr Skopas fast das gesamte Land einschließlich Jerusalems, aber ohne Damaskus, zurück. Im Sommer wird er bei Paneas (das spätere Caesarea Philippi) geschlagen; er zieht sich mit 10.000 Mann nach Sidon zurück, wo er belagert wird. – Philipp missachtet ein römisches Ultimatum und nimmt den Ptolemäern die thrakische Ägäisküste weg. Rom fordert ultimativ die Einstellung aller Feindseligkeiten, Entschädigungszahlungen beziehungsweise Rückgabe eroberter Gebiete. Philipp ignoriert das Ultimatum und löst den Zweiten Makedonischen Krieg aus. Die Römer, darunter Marcus Aemilius Lepidus, reisen nach Alexandria weiter, wo sie aber nicht tätig werden, und dann zu Antiochos, mit dem sie abstimmen, dass er nicht mit Philipp gegen Rom ziehen werde – dafür aber in seinen anderen Plänen auch nicht behindert wird.

- 199 v. Chr.: Skopas kapituliert und erhält freien Abzug, Sidon wird seleukidisch.

- 198 v. Chr.: Antiochos konsolidiert seine Herrschaft in Syrien.

- 197 v. Chr.: Antiochos erobert die ptolemäischen Besitzungen Kilikien und Lykien, im Herbst Ionien mit Ephesos. Rhodos besetzt Karien. Samos ist wieder ptolemäisch, wird aber kurz darauf durch Vermittlung von Rhodos in die Unabhängigkeit entlassen.

- 196 v. Chr.: Ende des Zweiten Makedonischen Kriegs – die thrakische Küste wird nicht an die Ptolemäer zurückgegeben. Der 13- oder 14-jährige Ptolemaios V. wird gekrönt. Ende des Jahres fordert eine römische Gesandtschaft (darunter Lucius Cornelius Lentulus) – wohl aufgrund einer vorher geäußerten Beschwerde – von Antiochos die Rückgabe der „Untertanenstädte des Ptolemaios“: Ägypten benötigte erneut Roms Hilfe und gerät damit weiter in dessen Einflussbereich. Antiochos verkündet die beabsichtigte Verheiratung seiner Tochter Kleopatra I. mit Ptolemaios V. Die Römer ziehen sich aus den Verhandlungen zurück.

- 195 v. Chr.: Verlobung zwischen Ptolemaios und Kleopatra. Friedensschluss, die Ägypter verzichten auf ihre Besitzungen in Asien.

- Winter 194/193 v. Chr.: Die „Hochzeit von Raphia“ zwischen Ptolemaios und Kleopatra.

## Ergebnis
Ihr gesamtes Herrschaftsgebiet in Asien ging den Ptolemäern an Antiochos verloren, ferner verloren sie sämtliche vormaligen Besitzungen in Europa. Der Krieg markiert zudem den Beginn der Abhängigkeit Ägyptens von Rom.